# Meteorologiåret 2014

## Händelser

### Januari
- Januari
  - I Sverige blev januari 2014 mycket solfattig, framförallt i södra Sverige där månaden på flera håll var den solfattigaste sedan 1989.[1]
  - I Norrland dominerade högtrycken vilket medförde att månaden blev kallare än normalt där, trots mild inledning. I Lappland måste man gå tillbaka till 2003 eller 1994, eller i vissa fall till och med vargavintern 1987 för att finna en kallare januari. Övriga landet hade dock i stort sett mildare än normalt.[1]
- 1 januari – En studie publicerad i tidskriften Nature visar att molnbildandets roll i klimatförändringen tidigare underskattats. Detta anses kunna leda till att världstemperaturen ökar med 4°C till år 2100 och möjligtvis 8°C till år 2200.[2][3]
- 10 januari – Efter en mild december och mild inledning på januari i Sverige blev det ett snabbt omslag till vinter i nästan hela landet, förutom allra längst i söder.
- 19 januari – I Karesuando, Sverige uppmättes - 42,7°C vilket är den lägsta januaritemperaturen i Sverige sedan 1999.[4]

### April
- I Sverige blev april varm och solig.

### Maj
- 1 maj – Ett snödjup på 20 cm. uppmättes i Vattholma utanför Uppsala på morgonen.
- 2 maj – I Vänersborg, Sverige uppmättes - 3,7°C vilket är ett ovanligt lågt värde för att vara i Götaland i början av maj.
- 19 maj – I Västra Götaland och Halland förekommer kraftiga regnskurar, i Havraryd i Halland uppmättes 43 mm och Mollsjönäs i Västergötland fick 33 mm. Därefter är det främst Norrland som får regn.
- 23 maj – I Mariestad, Sverige uppmättes 30,0°C.[5]

### Juni
- I början av månaden dominerade värmen i Sverige men senare strömmade svalare luft ner över landet. I fjällen föll snö under några dagar.
- 3 juni – I Sonora, Mexiko uppmättes 50,5°C.
- 23 juni -– I Oslo, Norge föll 72,8 mm regn, vilket innebär nytt dygnsnederbördsrekord.

### Juli
- Juli blev en varm och torr månad i Sverige, I Norrland blev den rekordvarm.
- 20 juli – Det är Värmebölja i stort sett hela Sverige med dagstemperaturer framförallt i norr på över 30°C, med en del värmeåskväder.
- 26 juli – På Hökmarksberget Västerbotten uppmättes 33,9°C.[6]

### Augusti
- 4 augusti – I Falun/Lugnet, Dalarna uppmättes 35,1°C, vilket är århundradets högsta temperatur i Sverige hittills.